# Hổ Khiêu Hiệp

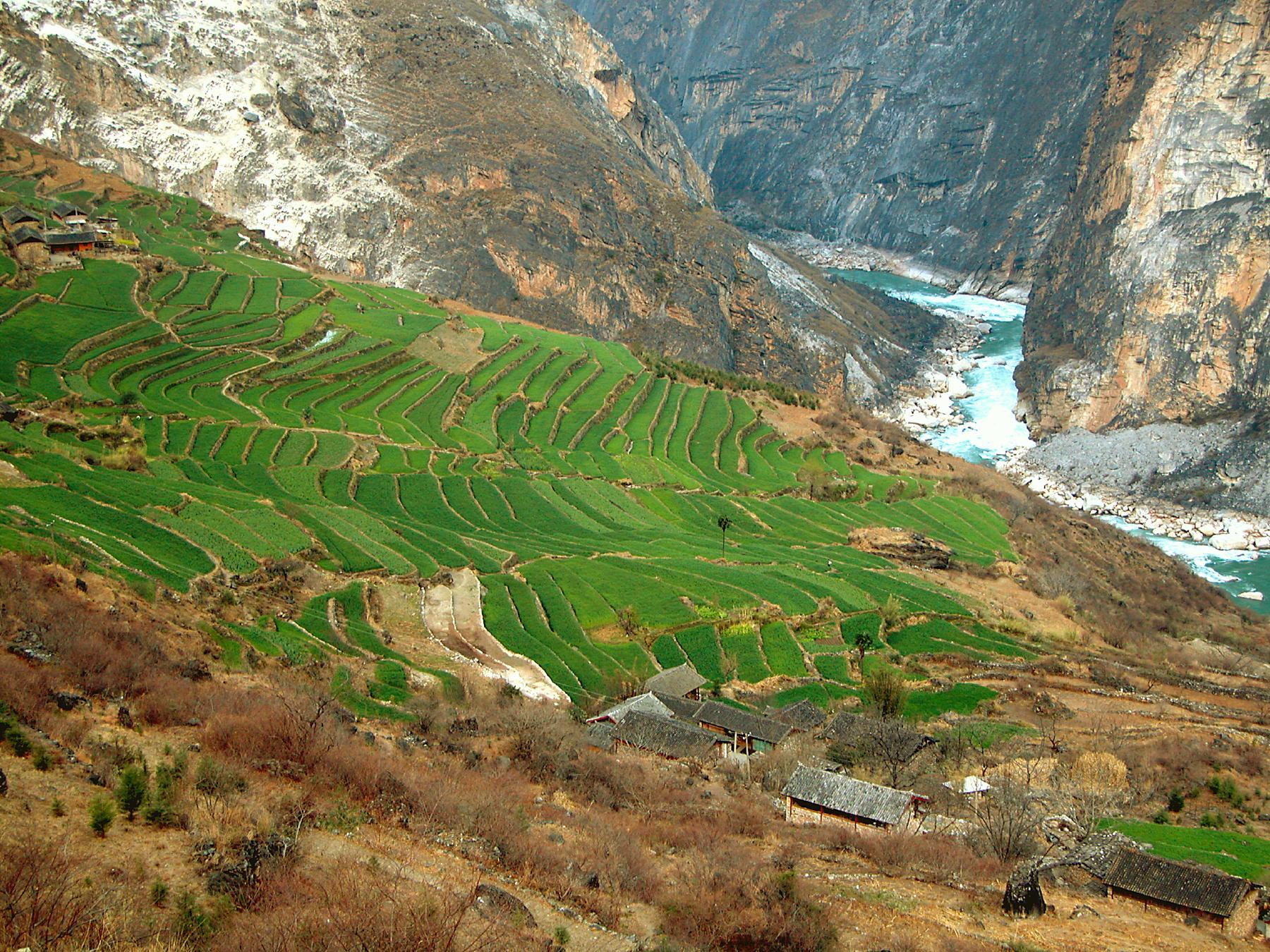
Hổ Khiêu Hiệp

Hổ Khiêu Hiệp (Hẻm núi Hổ Nhảy) (tiếng Trung: 虎跳峡; bính âm: Hǔ tiào xiá) là một hẻm núi và danh thắng được hình thành trên dòng sông Kim Sa, một nhánh của sông Dương Tử. Nó nằm về phía bắc của thành phố Lệ Giang khoảng 60 km, trong địa phận tỉnh Vân Nam ở phía tây nam Trung Quốc. Đây là một phần của Di sản thế giới Tam Giang Tịnh Lưu được UNESCO công nhận.
Có độ sâu tối đa từ đỉnh núi xuống dòng sông Kim Sa là 3.790 mét (12.434 ft), Hổ Khiêu Hiệp là một trong số những hẻm núi sâu nhất và ngoạn mục nhất trên thế giới. Dân cư sống tại khu vực này chủ yếu là người Nạp Tây bản địa sống rải rác tại các thôn làng nhỏ. Sinh kế chính của họ là từ việc sản xuất ngũ cốc và vận chuyển đồ cho khách du lịch đến đây.

## Địa lý
Với chiều dài 15 km, hẻm núi này nằm trong khu vực mà con sông chảy qua giữa Núi tuyết Ngọc Long (玉龙雪山; Yùlóngxuĕ Shān) cao 5.596 mét ở phía đông và Núi tuyết Cáp Ba (哈巴雪山; Hābā Xǔeshān) cao 5.396 mét ở phía tây, qua một loạt các thác ghềnh dưới các vách đá dốc đứng cao 2.000 mét. Tương truyền rằng, để trốn khỏi một tay thợ săn, một con hổ đã nhảy qua sông tại điểm hẹp nhất rộng 25 mét, do đó người ta gọi đây là Hổ Khiêu Hiệp.
Về mặt hành chính, con sông tại khu vực này hình thành ranh giới tự nhiên giữa huyện tự trị Ngọc Long thuộc Lệ Giang (bờ bên phải) với Shangri-La thuộc Châu tự trị dân tộc Tạng Địch Khánh (bờ trái).
Hổ Khiêu Hiệp chính thức mở cửa cho du khách nước ngoài ghé thăm từ năm 1993, nhưng nó đã là điểm thu hút nhiều khách du lịch ba lô thích phiêu lưu từ những năm 1980. Các quan chức có kế hoạch cải thiện những con đường và đường mòn hiện có, đưa xe buýt du lịch vào hoạt động để phát triển khu vực này hơn nữa. Những kế hoạch này khơi dậy những phản ứng khác nhau của dân cư địa phương, từ sự phản đối mạnh mẽ đến sự ủng hộ mạnh mẽ.

## Mối đe dọa
Mặc dù Hổ Khiêu Hiệp là một phần của Di sản thế giới Tam Giang Tịnh Lưu được công nhận từ năm 2003 nhưng chính phủ Trung Quốc đã đề xuất cho một đập thủy điện trên sông Kim Sa vào năm 2004. Chính quyền tỉnh Vân Nam sau đó đã công bố dự án bị hủy bỏ vào năm 2007.

## Thư viện ảnh

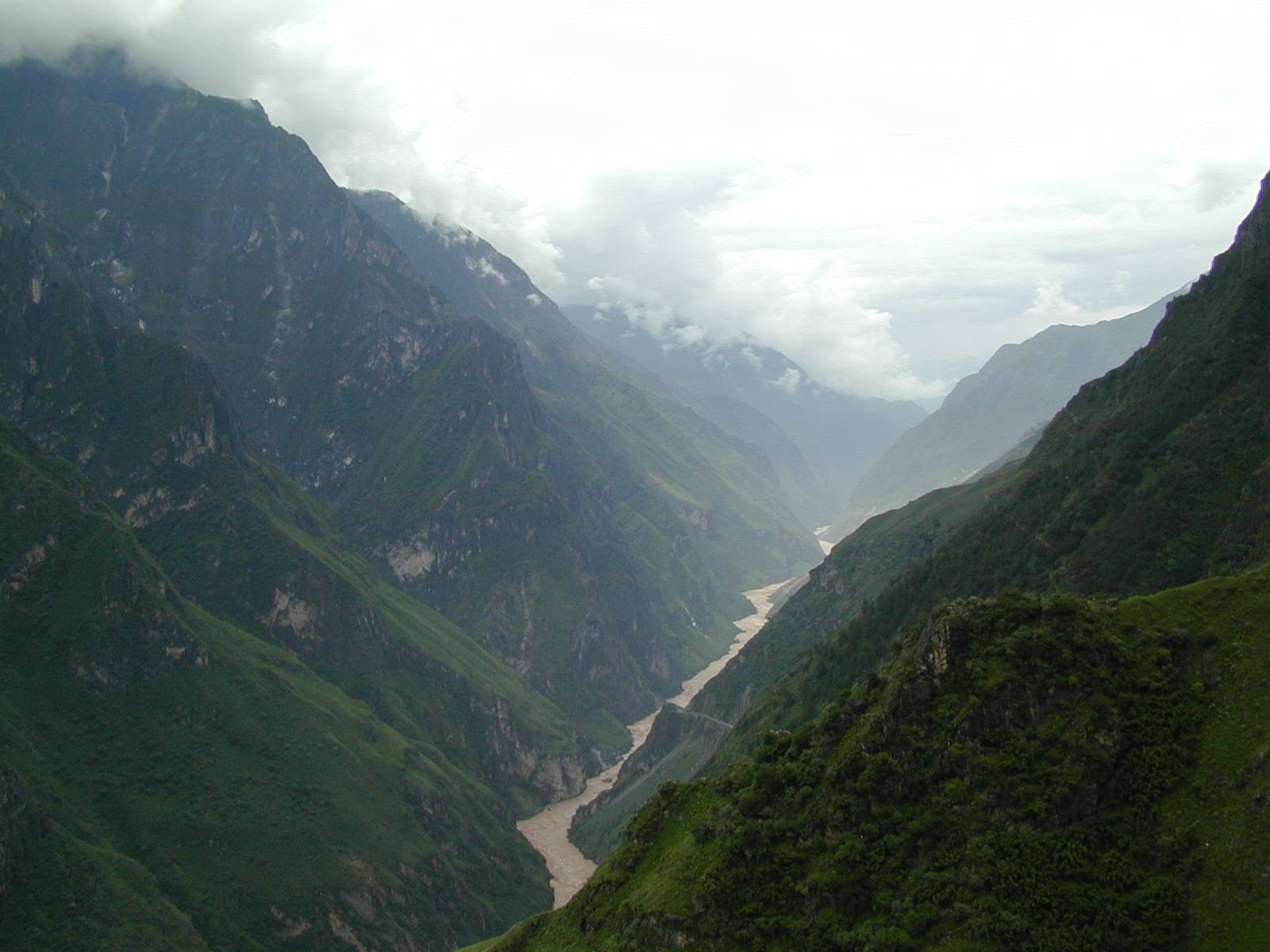
Cảnh chụp hẻm Hổ Khiêu từ trên cao, với núi tuyết Ngọc Long ở bên trái, núi tuyết Cáp Ba ở bên phải.
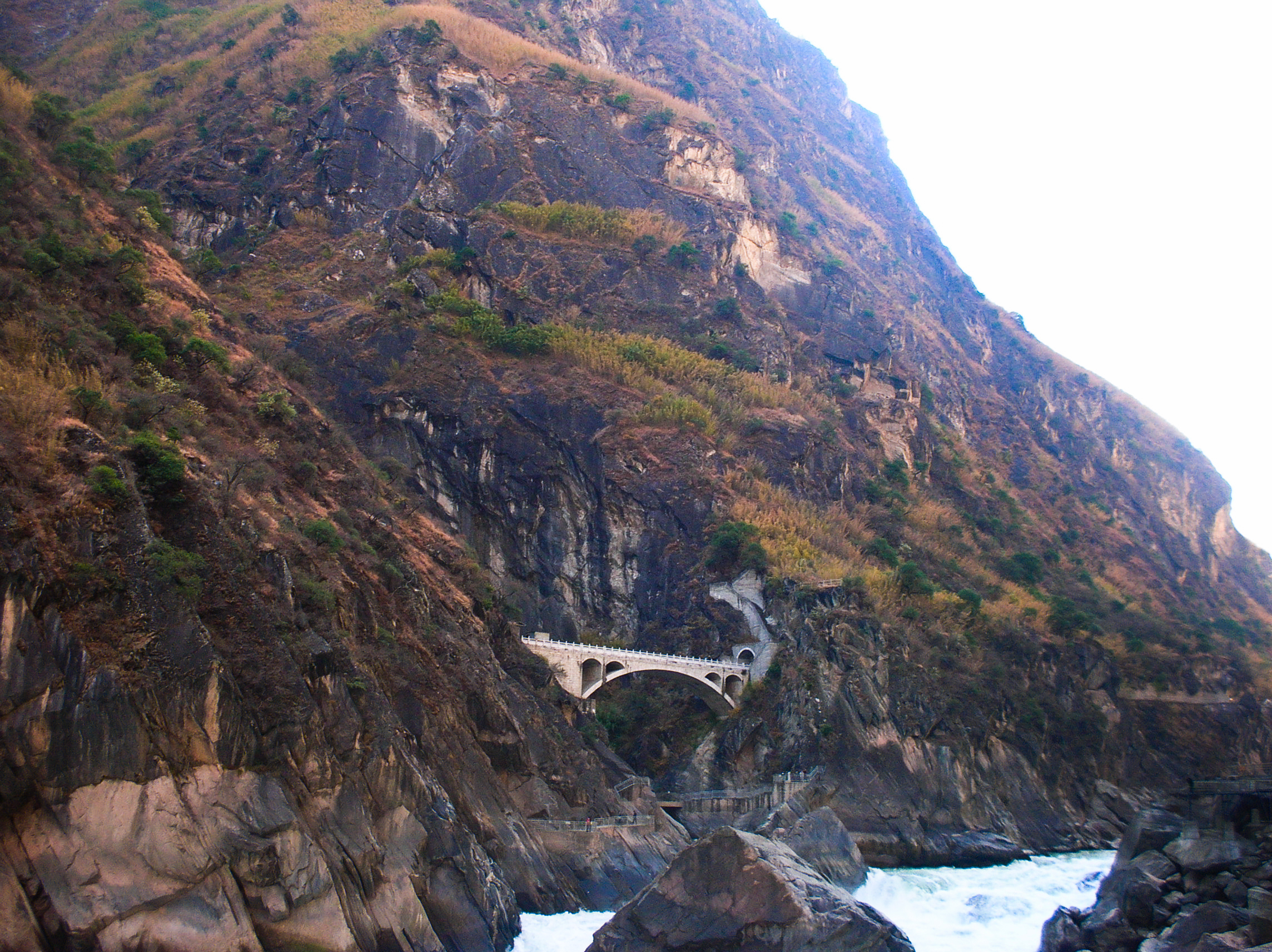
Một cây cầu đối diện hẻm núi.
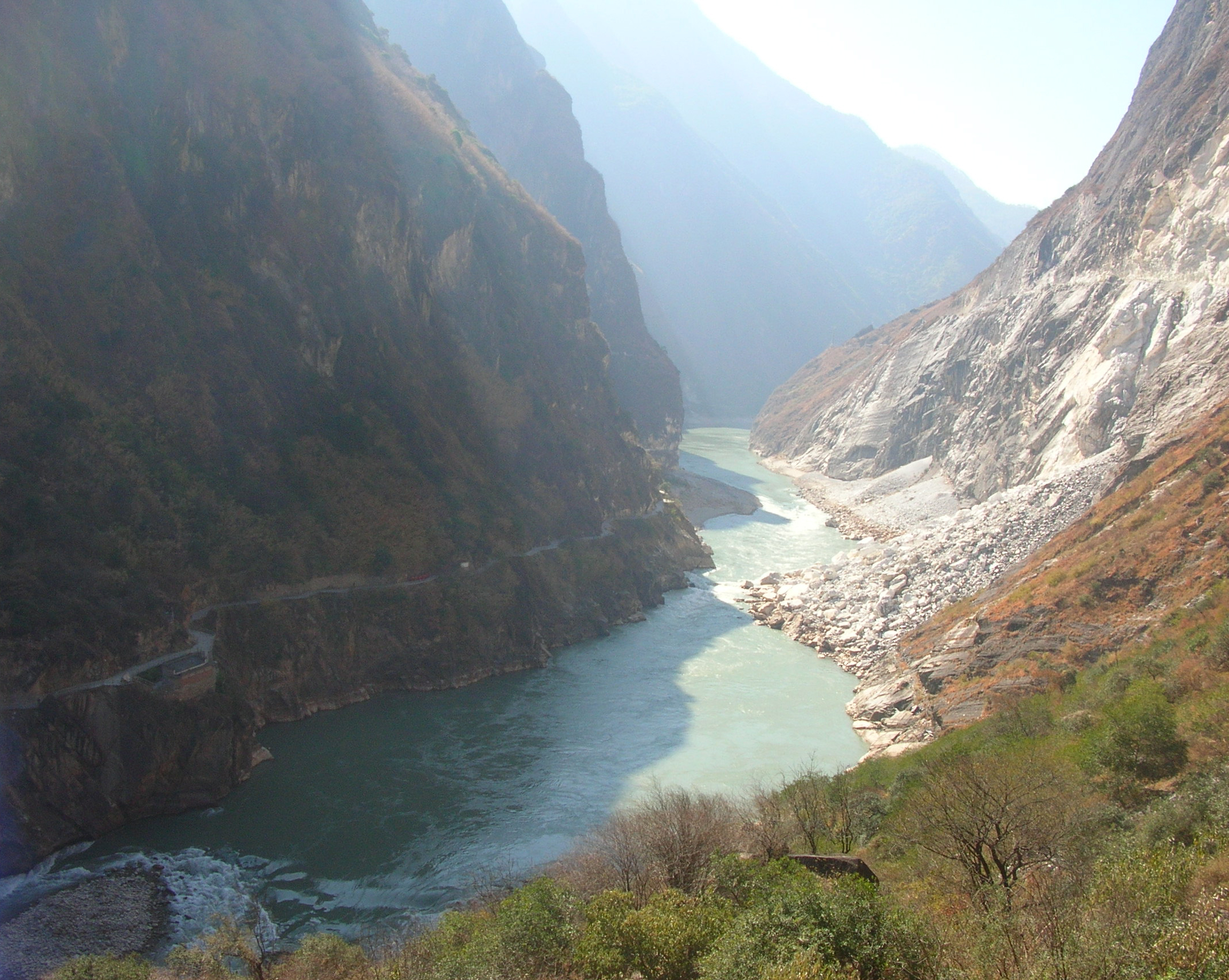
Hẻm núi Hổ Khiêu nhìn cận cảnh.